# Кемпбелли

Нашоломник клану Кемпбелл.

Герб вождів клану Кемпбелл.

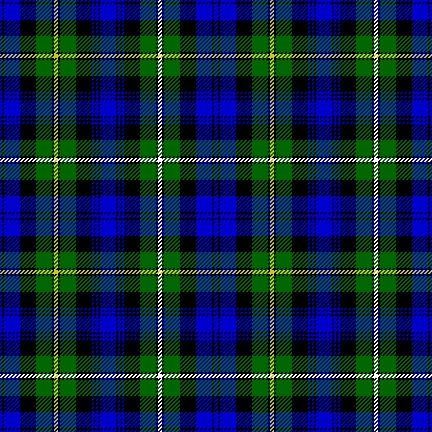
Тартан клану Кемпбелл.

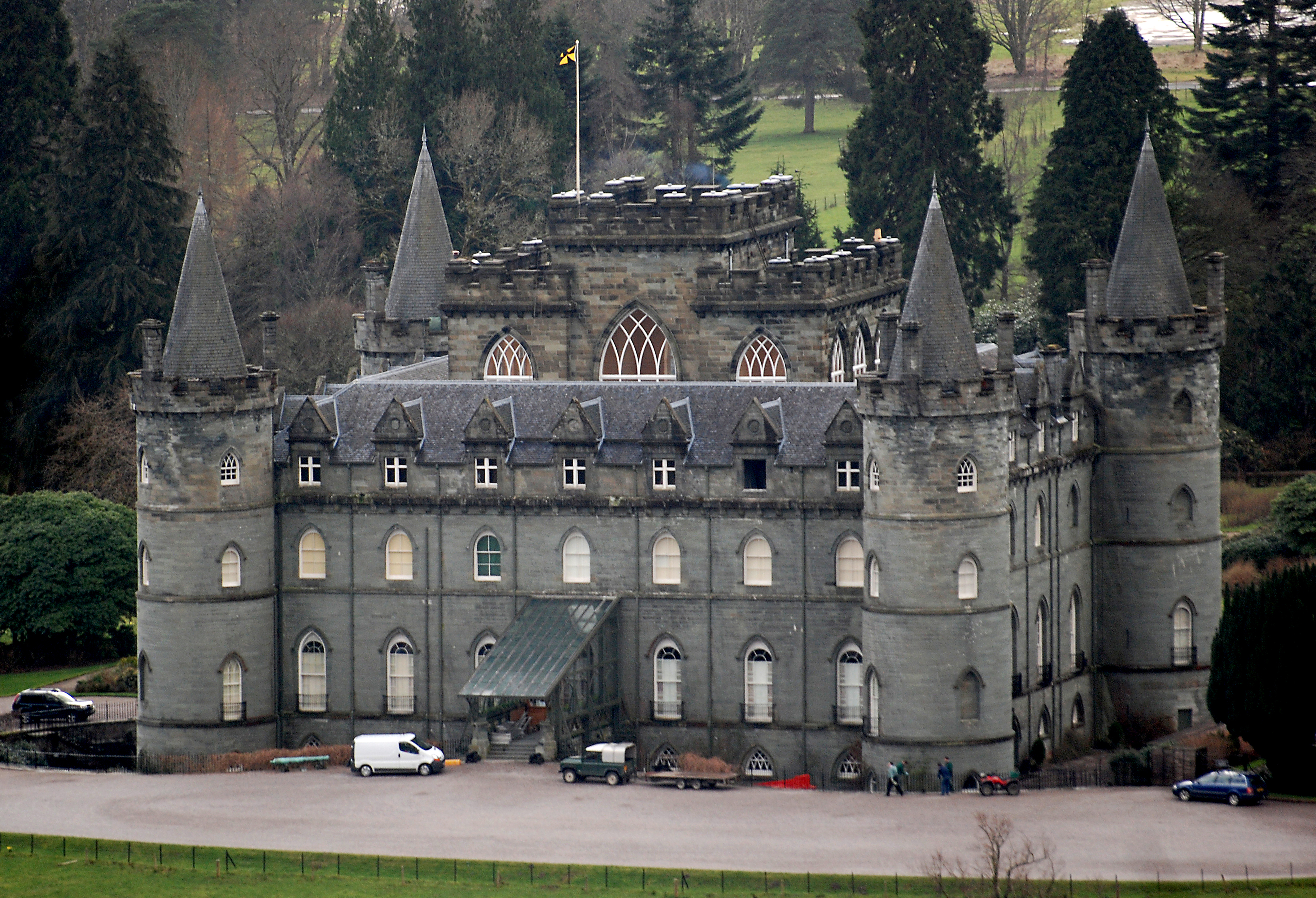
Герцогський замок Інверарі на озері Лох-Файн (1746-89) — один з перших у Європі пам'ятників неоготики

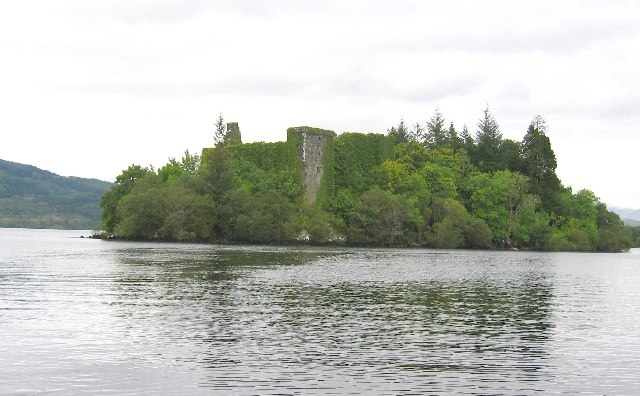
Замок Іннс-Хоннелл на озері Лох-Ейв.

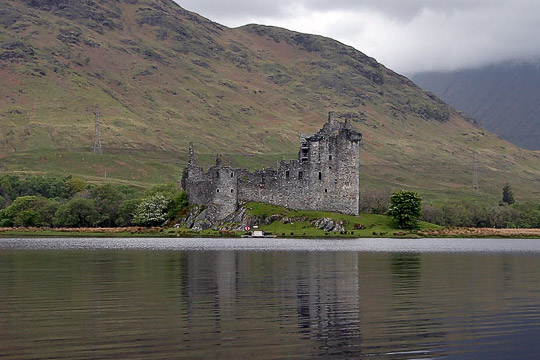
Замок Кілхурн.

Клан Кемпбелл (англ. Campbell) — (англ. — гельск. — Clan Caimbeulach, Clan Ó Duibhne) — клан Камбевлах, клан О'Дубне — шотландський дворянський рід та однойменний гірський клан Хайленду, який вони очолюють, один з найважливіших кланів у Західній Шотландії.
Гасло клану: Ne Obliviscaris — Не забудемо (лат.)
Бойовий клич клану: Cruachan! — Круахан! (назва гори в Шотландії)
Землі клану: Аргайл
Символ клану: гілка болотного мірту
Гімни клану: «Кемпбелли йдуть!», «Місто Іннерора»
Вождь клану: Торквігіл Ян Кемпбелл — XIII герцог Аргайл, маркіз Кінтайр та Лорн, граф Аргайл, віконт Лохейв, віконт Гленайла, лорд Кемпбелл, лорд Лорн, лорд Кінтайр, лорд Інверері, лорд Малл, лорд Морвен, лорд Тайрі, пер Шотландії, барон Сандбрідж, барон Гамільтон Гамелдон, пер Великої Британії, баронет Нової Шотландії, спадковий майстер Королівського Дому, спадковий хранитель Великої Печатки Шотландії, спадковий каштелян королівського замку Данун, адмірал західного узбережжя, вождь МакКайлен Мор — синів Великого Коліна, верховний шериф Аргайлширу, особистий охоронець королеви Шотландії, королівський лучник.
Історична резиденція вождя клану: замок Кемпбелл
Союзні клани: Брюс, Грант, Драммонд, Леслі, Малколм, Скотт, Форбс, Стюарт, Мензіс, МакІннс, МакІвен, МакКаллум, МакЛахлан, Буханан
Ворожі клани: МакДугалл, МакДональд, Артур, Ламонт, МакГрегор, МакЛарен, МакЛін, МакКіннон, МакАлістер, МакЛі, Сінклер, Колдер, МакНотен

## Історія клану Кемпбелл

### Походження
Стосовно походження прізвища Кемпбелл (шотл. гел. Caim Beul («криворотий»)) нині не існує однієї думки: одні історики ведуть початок родини від норманських лицарів на службі у шотландських королів, інші заявляють про кельтське чи ірландське коріння Кемпбеллів. За однією з версій, рід веде своє походження від шотландця, який втік до Нормандії, (рятуючись від тиранії короля Макбета), де одружився з дочкою барона Белкампо (Belcampo), прізвище якої й узяв та яке він надалі, повернувшись до Шотландії (за Вільгельма Завойовника) латинізував, і так з'явилось прізвище Campus Bellus, що перетворилось на «Кемпбелл».

### XI—XIII століття
Перші документальні згадки про Кемпбеллів належать до кінця XI століття. Ймовірно, представники цього роду були васалами графів Леннокс у Західній Шотландії. У другій половині XIII століття жив Колін Мор Кемпбелл з Лохоу — знаменитий воїн, якого вважають сином сера Галієспі Кемпбелла з Местрі. У 1294 році сер Колін Мор Кемпбелл був убитий Макдугалами з Лорна. З тих пір кожен глава клану Кемпбелл йменується МакКоллумором, тобто, сином великого Коліна. Справжнім основоположником впливу й процвітання роду став син сера Коліна Мор Кемпбелла сер Нейл Кемпбелл, який у 1306 році врятував короля Роберта Брюса після битви під Метвеном, а згодом одружився з його сестрою. Підтримка Роберта Брюса за часів війни за незалежність Шотландії забезпечила Нейлу Кемпбеллу приєднання значних земельних володінь в Аргайлі, Кінтайрі та Ковалі.

### XV століття
Кемпбелли стали головною силою проникнення королівської влади у західні гірські регіони країни й на Гебридські острови, які до того часу цілковито перебували під контролем гельських кланів. Представники цієї родини неодноразово ставали королівськими генерал-лейтенантами у Західній Шотландії, придушуючи заколоти горців та запроваджуючи у цих регіонах інституції державної адміністрації. Це призвело до швидкого зростання могутності та впливу роду в Шотландії. Володіння Кемпбеллів до кінця XV століття включали практично весь Аргілл, а також Напдейл, Ковал, частину Лорна й Бредалбейн. У 1445 році сер Дункан Кемпбелл з Лохоу, одружений з дочкою регента Шотландії герцога Роберта Стюарта — Мерджорі, отримав титул барона Кемпбелла. У 1457 році його онук Колін Кемпбелл отримав титул графа Аргілла.

### XVI століття
У 1513 році II граф Аргайл був убитий разом з багатьма людьми з його клану в битві під Флодден.
У 1568 році відбулась битва під Лангсайд, в якій вождь клану Кемпбелл — Арчібальд Кемпбелл , V граф Аргайл командував військами, які боролися на стороні королеви Шотландії Марії І Стюарт.
У 1567 році стався конфлікт між кланом Кемпбелл і кланом Артур (МакАртур). Дункан МакАртур і його син з гілки МакАртур Лох-Ейв мали конфлікт зкланом Кемпбелл, який переріс у збройну сутичку і перестрілкою. Закінчилось тим, що Дункана МакАртура та його сина люди клану Кемпбелл втопили в озері Лох-Ейв. В архіві замку Інверейв є документ про те, що клан Кемпбелл отримав прощення за цей злочин, і що люди клану МакАртур «намагаючись захиститись, самі себе загнали в озеро і потонули». У 1970 році на березі озера Лох-Айв був знайдений старовинний меч.
У 1594 році Арчібальд Кемпбелл — VII граф Аргайл отримав Королівські повноваження для боротьби проти графа Гантлі, але зазнав поразки під час битви під Гленлівет.

### XVII століття
У XVII столітті клан Кемпбел підтримував короля Англії та Шотландії Якова І. За це Арчібальд Кемпбелл — VII граф Аргайл отримав землі клану МакДольд з Кінтайру в 1607 році, а в 1615 році клан Кемпбелл отримав у володіння острів Айл, що раніше належав клану МакЛін Дуарт.
У 1641 році почалась громадянська війна на Британських островах, що отримала назву «Війна Трьох Королівств». У Шотландії громадянська війна ускладнилась тим, що шотландські республіканці — Ковенантори воювали то проти короля, то за короля, то проти англійських республіканців, протестанти воювали проти католиків, клани які були ворогами ставали на той чи інший бік конфлікту не тому що справді симпатизували певним політичним силам, а тому, що воювали проти своїх давніх ворогів. Клан Кемблелл підтримав ковенанторів, більше того Арчібальд Кемпбелл — І маркіз Аргайл був одним із лідерів ковенанторів. У 1645 році війська Арчібальда Кемпбелла були розбиті роялістами, яких очолив Джеймс Грем — І маркіз Монтроз, чия армія в основному складалася з людей з кланів МакДональд, МакЛін та з ірландських кланів. Після битви під Інверлохі клани МакЛін та Грем спалили замок Кемблелл, але замок все одно лишився в руках клану Кемпбелл. Клан Ламонт скористався ситуацією і зробив рейд на землі клану Кемпбелл з метою грабунку. За це клан Кемпбелл провів рейд у відповідь і влаштував різанину клану Ламонт, яка ввійшла в історію як «Різанина Данун». Мстивий вождь клану Кемпбелл спустошив землі клану МакЛін, а потім осадив і захопив замок Дуарт, що належав клану МакЛін.
У 1648 році відбулась битва під Стірлінгом. Ковенантори, яких очолював Арчібальд Кемпбелл — І маркіз Аргайл були розбиті Ковенанторами Енджейджерами, яких очолював сер Джордж Манро — І лорд Ньюмор, що підтримував графа Ланарк. Серед загиблих в бою був Вільям Кемпбелл Гленфаллох.
У 1672 році почалася ворожнеча між кланами Кемпбелл та Сінклер. Джордж Сінклер — VI граф Кейтнесс мав фінансові проблему і заліз у борги. Він змушений був віддати свої титули, землі і маєтки серу Джону Кемпбеллу. У 1676 році Джордж Сінклер помер, клан Кемпбелл захопив ще землі і маєтки клани Сінклер і титулом граф Кейтнесс. Спадкоємець вождя клану Сінклер Джордж Сінклер Кейсс оскаржував це в суді в 1678 році. Конфлікт переріс у збройний. Відбулась битва під Алтімарлех 13 липня 1680 року між загонами клану Кемпбелл та загонами клану Сінклер. Клан Кемпбелл переміг. Легенда говорить, що загинуло багато людей клану Сінклер, люди клану Кемпбелл загатили їхніми тілами річку і змогли перейти річку ступаючи по їхнім тілам навіть не замочивши ноги. Ті хто вцілів з клану Сінклер знову звернулись до суду. Згідно рішення суду землі і титул графа Кейтнесс були повернуті клану Сінклер, а як компенсацію за втрату вождь клану Кемпбелл отримав титул графа Бределбейн.
У 1678 Арчібальд Кемпбелл — IX граф Аргайл очолював загони міліції Аргайлу, командував військовим походом на острів Малл, взяв штурмом замок Дуарт, що належав клану МакЛін. Потім вождь клану Аргайл підтримав змову проти короля Джеймса II. За це граф Аргайл був засуджений за «державну зраду», зійшов на ешафот і поклав голову на плаху 30 червня 1685 року. Пізніше, в 1692 році Арчібальд Кемпбелл — І герцог Аргайл знову отримав у володіння замок Дуарт.
У 1692 році відбулась сумнозвісна «Різанина в Гленкоу» — 38 беззбройних людей з клану МакДональд були вбиті людьми з клану Кемпбелл. У ті часи тривали якобінські війни, клан МакДональд підтримував якобітів. Різанину влаштував капітан Роберт Кемпбелл Гленлайон після того як він тиждень був гостем у людей клану МакДональд. Ця різанина була грубим порушенням законів гостинності Хайленду. Серед людей капітана Кемпбелла які влаштували різанину були: капрал Арчібальд Кемпбелл, ще троє на ім'я Арчібальд Кемпбелл, двоє на ім'я Дональд Кемпбелл, Джеймс Кемпбелл, солдат Дункан Кемпбелл.

### XVIII століття
У XVIII столітті під час повстань якобітів клан Кемпбелл підтримав британський уряд та ганноверську династію королів Великої Британії. 23 жовтня 1715 року вождь клану Кемпбелл — Джон Кемпбелл — ІІ герцог Аргайл дізнався, що загони повстанців рухаються повз замок Кемпбелл у напрямку на Дунфермлайн. Він раптово напав на загони повстанців, розгромив їх. Добивали навіть поранених і мало кого брали в полон. Через місяць загони клану Кемпбелл в складі британської армії брали участь у битві під Шеріфмуйр проти повстанців. Але невелика частина людей з клану Кемпбелл підтримала повстанців, зокрема в лавах повстанців воював Кемпбелл Гленлайон, батько якого 22 роки до того командував урядовими військами, які вчинили різанину клану МакДональд. Під час повстання Кемпбелл Гленлайон та вождь клану МакДональд зустрілись і поклялися забути давню ворожнечу і разом воювати за свободу Шотландії. Проте одним з командирів урядових британських військ, що розбили повстанців був Джон Кемпбелл — ІІ герцог Аргайл.
У 1725 році британський уряд сформував у Хайленді збройні загони шотландців на свою підтримку. Три загони були з клану Кемпбелл, один загін з клану Фрейзер, один з клану Манро, один з клану Грант. Ці загони отримали назву Рейкудан або Чорна Варта. Офіційно був сформований у 1739 році 43-ій шотландський піхотний полк. Перший набір у цей полк був в 1740 році в Аберфелді.
У 1745 році спалахнуло нове повстання якобітів. На той час озброєні загони клану Кемпбелл нараховували 5000 чоловік. Клан Кемпбелл знову підтримав британський уряд. Загони клану Кемпбелл брали участь у битві під Фолкерк у 1746 році, де понесли важкі втрати. Потім брали участь в блокаді фортеці Форт-Вільям. Потім брали учать у битві під Куллоден, де якобіти були остаточно розбиті. Командував загонами клану підполковник Джон Кемпбелл та капітан Дугаод Кемпбелл Авхроссан.

## Графи Аргілл
- Колін Кемпбелл — І граф Аргайл (1457—1493) — канцлер Шотландії й учасник заколотів баронів проти короля Якова III.
- Арчібальд Кемпбелл — ІІ граф Аргайл (1493—1513) — син Коліна Кемпбелла, учасник придушення гельського повстання 1501—1506 років.
- Колін Кемпбелл — ІІІ граф Аргайл (1513—1529) — син Арчібальда Кемпбелла, учасник боротьби за владу у Шотландії за часів неповноліття короля Якова V.
- Арчібальд Кемпбелл — IV граф Аргайл (1529—1558) — син Коліна, один з перших лордів-протестантів Шотландії.
- Арчібальд Кемпбелл — V граф Аргайл (1558—1574) — син Арчібальда, первинно лідер ультра-протестантів, а згодом — один з найпослідовніших прибічників королеви Марії Стюарт.
- Колін Кемпбелл — VI граф Аргайл (1574—1584) — син Арчібальда, 4-го графа Аргайла, учасник боротьби за владу в Шотландії за часів неповноліття короля Якова VI.
- Арчібальд Кемпбелл — VII граф Аргайл (1584—1638) — син Коліна, лідер руху за підкорення гірських кланів центральній владі, наприкінці життя перейшов у католицьку віру й емігрував до Іспанії.
- Арчібальд Кемпбелл — VIII граф Аргайл (1638—1661) — син Арчібальда, з 1641 року — маркіз Аргайл.

## Маркізи Аргілл
- Арчібальд Кемпбелл — І маркіз Аргайл (1641—1661), одна з центральних постатей у революційних подіях в Шотландії та Англії у 1640-их роках, лідер партії радикальних пресвітеріан, страчений після реставрації Стюартів.
- Арчібальд Кемпбелл — ІІ маркіз Аргайл (1663—1681), син Арчібальда, один з лідерів опозиції правлінню Стюартів, учасник змов проти Якова II, страчений у 1685 році.
- Арчібальд Кемпбелл — ІІІ маркіз Аргайл (1690—1703), син Арчібальда, з 1701 року — герцог Аргайл.

## Герцоги Аргілл

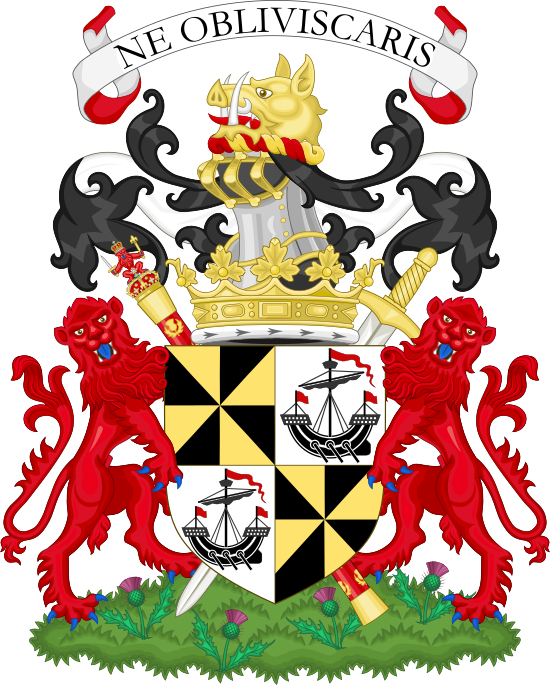
Герб герцогів Аргайл

- Арчібальд, 1-й герцог Аргайл (1701—1703), активний учасник Славної революції та скидання Стюартів у 1688 році.
- Джон, 2-й герцог Аргайл (1703—1743), полководець і державний діяч, прибічник Ганноверської династії й лідер придушення якобітських повстань у Шотландії.
- Арчібальд, 3-й герцог Аргайл (1743—1761), син Арчібальда, 1-го герцога Аргайла.
- Джон, 4-й герцог Аргайл (1761—1770), двоюрідний брат Арчібальда, 4-го герцога Аргайла, шотландський воєначальник. З 1766 року також мав титул барона Седріджа (на відміну від шотландських титулів герцога Аргайл і маркіза Лорн, цей титул — є англійським, тобто, давав право на спадкове перське достоїнство)
- Джон, 5-й герцог Аргайл (1770—1806), син Джона, шотландський воєначальник.
- Джордж, 6-й герцог Аргайл (1806—1839), син Джона, 5-го герцога Аргайла.
- Джон, 7-й герцог Аргайл (1839—1847), син Джона, 5-го герцога Аргайла.
- Джордж, 8-й герцог Аргайл (1847—1900), видатний діяч ліберальної партії, член урядів Гладстона.
- Джон, 9-й герцог Аргайл (1900—1914), син Джорджа, генерал-губернатор Канади у 1878—1883 роках.
- Нейл, 10-й герцог Аргайл (1914—1949).
- Ян, 11-й герцог Аргайл (1949—1973).
- Ян, 12-й герцог Аргайл (1973—2001).
- Торквіл Ян, 13-й герцог Аргайл (з 2001).

## Гілки клану Кемпбелл
- Кемпбелл Аргайл (вожді клану)
- Кемпбелл Страхар
- Кемпбелл Кавдор
- Кемпбелл Лаудаун
- Картер-Кемпбелл Поссіл
- Кемпбелл Крайгніш
- Кемпбелл Авхінбрек
- Кемпбелл Аберахілл
- Кемпбелл Ардкінггласс
- Кемпбелл Барбрек Старші
- Кемпбелл Баркалдайн
- Кемпбелл Бределбейн та Голланд
- Кемпбелл Каррік Боуї
- Кемпбелл Данстаффнедж
- Кемпбелл Дантрун
- Кемпбелл Гарстфорд
- Кемпбелл Гленорхі
- Кемпбелл Інверейв
- Кемпбелл Іннернейлл
- Кемпбелл Кенмор та Мелфорт
- Кемпбелл Лохнелл
- Кемпбелл Ланді Старші
- Кемпбелл Марчмонт
- Кемпбелл Ормідейл
- Кемпбелл Оттер
- Кемпбелл Поссіл
- Кемпбелл Скіпнесс
- Кемпбелл Сакот

## Септи клану Кемпбелл
- Артур
- МакАртайр
- МакАртур
- МакКартер
- Баннетайн
- Баллентайн
- Блантон
- Бернес
- Бернесс
- Бернетт
- Бернс
- Кадделл
- Каделл
- Калдер
- Каттелл
- Коннохі
- Конохі
- МакКонахі
- МакКонхі
- МакКонехі
- МакКонохі
- Денун
- Деньюн
- Ґіббон
- Ґібсон
- МакҐіббон
- МакҐаббін
- Гаррес
- Гарріс
- Гавес
- Гавс
- Гавсон
- Гастінгс
- Ісаак
- Ісаакс
- Кіссак
- Кіссок
- МакІсаак
- МакКессак
- МакКессок
- МакКіссок
- Айверсон
- МакЕвер
- МакҐур
- МакАйвер
- МакАйвор
- МакЮр
- Орр
- Юр
- Келлар
- Келлер
- Макеллер
- МакКеллер
- МакКерью
- Лорн
- Лоуден
- Лоудон
- Лаудаун
- Ловден
- Ловдон
- МакКолм
- МакКолмб
- МакЛавс
- МакЛегоус
- МакТаус
- МакТавіш
- МакТомас
- Рідделл
- Тавесон
- Тавессон
- Томас
- Томасон
- Томпсон
- Томсон
- МакДермід
- МакДермотт
- МакДіармід
- МакЕлві
- МакКелві
- МакГласріх
- МакКерлі
- МакНікол
- МакНокайрд
- МакОран
- МакОвен
- МакФедран
- МакФедерайн
- Патерсон
- МакФан
- Мур
- Муйр
- Охілтрі
- Пінкертон
- Таннер
- Тоннер
- Торрай
- Торрі

## Замки клану Кемпбелл
- Замок Інверарі — нинішня резиденція вождя клану Кемпбелл. Розташований в Аргайлі. Являє собою симетричну будівлю з вежами і баштами. Побудований в 1743 на місці більш давнього замку XV століття. У замку є «Кімната клану», де зберігається архів клану.
- Замок Кемпбелл — називався колись замок Мороку або замок Темряви. Клан Кемпбелл отримав цей замок в результаті шлюбу Коліна Кемпбелла — І графа Аргайл з жінкою з клану Стюарт. Замок після цього був перейменований. Під час громадянської війни на Британських островах цей замок спалив генерал Монк. Є легенда, що замок був спалений в помсту за спалення замку Ерлі.
- Замок Інніс Хоннелл — перша резиденція вождів клану Кемпбелл.
- Замок Кілхарн — був резиденцією гілки клану Кемпблл Гленорчі. Ці землі спочатку належали клану МакГрегор, але потім їх захопив клан Кемпбелл Гленрочі, що побудував тут замок. Замок був укріплений і поліпшений після того, як клан МакГрегор спробував захопити його в кінці XVI століття і сильно його пошкодив. Дункан Кемпбелл Гленорчі, що був відомий як Чорний Дункан Семи замків побудував замки Кілхарн, Ахалладер, Лох-Дохарт, Фінлайрг, Баллок (Таймоут), Едінейпл. У 1654 році клан Кемпбелл витримав облогу замку Кілхарн генерала Мідлтона, відступивши під час наступу армії Олівера Кромвеля.
- Замок Ахалладер — був резиденцією сера Дункана Кемпбелла Глен Орхі, що придбав замок у 1590 році.
- Замок Фінларіг — резиденція вождів гілки клану Кемпбелл Бредалбейн.
- Замок Едінемпл — резиденція вождів гілки клану Кемпбелл Гленорчі.
- Замок Таймоут — побудований сером Коліном Кемпбеллом Гленорчі приблизно в 1580 році і відомий як замок Баллох, нинішню будівлю замку було побудовано десь між 1801 і 1842 роками. Будівля включає в підвали первісної фортеці.
- Замок Садделл — належав клану Кемпблл з кінця XVII століття.
- Замок Торосей — побудований Джоном Кемпбеллом Поссіл в 1858 році.
- Замок Свін — отримав Колін Кемпбелл в 1481 році, коли він став першим графом Аргайл, але замок був захоплений кланом МакДональд в 1647 році.
- Замок Карнассері — належав клану Кемпбелл з XVI століття.
- Замок Кілмартін — перейшов у володіння клану Кемпбелл в 1674 році.
- Замок Ардкінглас
- Замок Авхенбрек — належить вождям гілки клану Кемпбелл Авхенбрек, зруйнований у 1870 році.
- Замок Кавдор — був резиденцією вождів клану Кемпбелл, пізніше резиденція вождів гілки клану Кемпбелл Кавдор.
- Замок Лоудоун — в Ейрширі, особняк початку XIX століття, але охоплює частину давнього замку XV століття, який спочатку належав клану Кроуфорд, але внаслідок шлюбу замок перейшов у володіння клану Кемпбелл у XIV столітті. Гілка Кемпбелл Лоудоун виникли від Дональда Кемпбелла — другого сина Коліна Кемпбелла Лохав. Джон Кемпбелл з іншої гілки клану отримав титул граф Лоудоун в 1641 році. У 1650 році замок був переданий генералу Монку — генералу Олівера Кромвеля після облоги, під час якої замок був пошкоджений. Володарі замку Лоудоун підтримали боротьбу Карла II за трон Англії та Шотландії, потім Джон Кемпбелл — IV граф Лоудоун підтримав англо-ганноверську династію і воював проти якобітів.